# Systaria gedensis
Systaria gedensis là một loài nhện trong họ Miturgidae.
Loài này thuộc chi Systaria. Systaria gedensis được Eugène Simon miêu tả năm 1897.